# Fall Ziethen
Der Fall Ziethen war ein spektakulärer Justizirrtum im Deutschen Reich.

## Geschichte
Der Barbier Albert Ziethen zu Elberfeld wurde 1883 des Mordes an seiner Ehefrau beschuldigt. 1884 wurde er zunächst zum Tode verurteilt, wobei dieses Urteil wenig später in lebenslanges Zuchthaus umgewandelt wurde. Es stellte sich später  heraus, dass der Friseurlehrling August Wilhelm die  Tat begangen hatte. Trotz dessen Geständnisses kam es nicht zur Freilassung des falsch beschuldigten und unrechtmäßig inhaftierten Ziethen.
Ziethen verstarb 1901 im Gefängnis von Werden an der Ruhr.

## Rezeption
Es kam bereits wenige Jahre nach der reichsweiten Berichterstattung zur Verarbeitung des Falles in Literatur und weiteren Medien. Gustav Landauer betrieb zusammen mit ideologisch ihm nahe stehenden Personen die Revision des Urteils, das diese als Fall der „Klassenjustiz“ auffassten. In diesem Zusammenhang wurde Landauer wegen seiner Kritik an der Polizei 1899/1900 zu einer mehrmonatigen Gefängnisstrafe verurteilt.

## Zeitgenössische Literatur (Auswahl)
- Ernst Barre: Der Prozess Ziethen in Elberfeld. Berlin 1893.
- Hugo Metscher: Der Fall Ziethen: ein Appell an die öffentliche Meinung. Berlin 1898.
- Ernst Lohsing: Der Fall Ziethen im Lichte der Kriminalistik. 1899.